# Pont-Authou
Pont-Authou is een gemeente in het Franse departement Eure (regio Normandië) en telt 675 inwoners (1999). De plaats maakt deel uit van het arrondissement Bernay.

## Geografie
De oppervlakte van Pont-Authou bedraagt 3,5 km², de bevolkingsdichtheid is 192,9 inwoners per km².
De onderstaande kaart toont de ligging van Pont-Authou met de belangrijkste infrastructuur en aangrenzende gemeenten.

## Demografie
Onderstaande figuur toont het verloop van het inwonertal (bron: INSEE-tellingen).